# Frédéric-Erdmann d'Anhalt-Pless
Frédéric-Erdmann (en allemand : Friedrich Erdmann), né le 27 octobre 1731 à Köthen et mort le 12 décembre 1797 à Pless, est un prince de la maison d'Anhalt, fils cadet d'Auguste-Louis d'Anhalt-Köthen. Il fut le premier souverain de la principauté d'Anhalt-Köthen-Pless de 1765 à sa mort.

## Biographie
Frédéric-Erdmann est le plus jeune des fils survivants d'Auguste-Louis (1697–1755), prince souverain d'Anhalt-Köthen depuis 1728, et de sa seconde épouse, Christine Johanna Emilie (1708–1732), fille du comte Erdmann II de Promnitz, seigneur de Pless en Haute-Silésie. 
Chef de compagnie du 26e régiment d'infanterie de l'Armée prussienne jusqu'en octobre 1755, il s'est trouvé dans des difficultés financières qui l'obligent à de présenter sa démission devant le roi Frédéric II. Servant dans un régiment étranger au service du royaume de France, il participa à la bataille de Minden en 1759 et aux campagnes militaires contre la Prusse et ses alliés durant la guerre de Sept Ans.

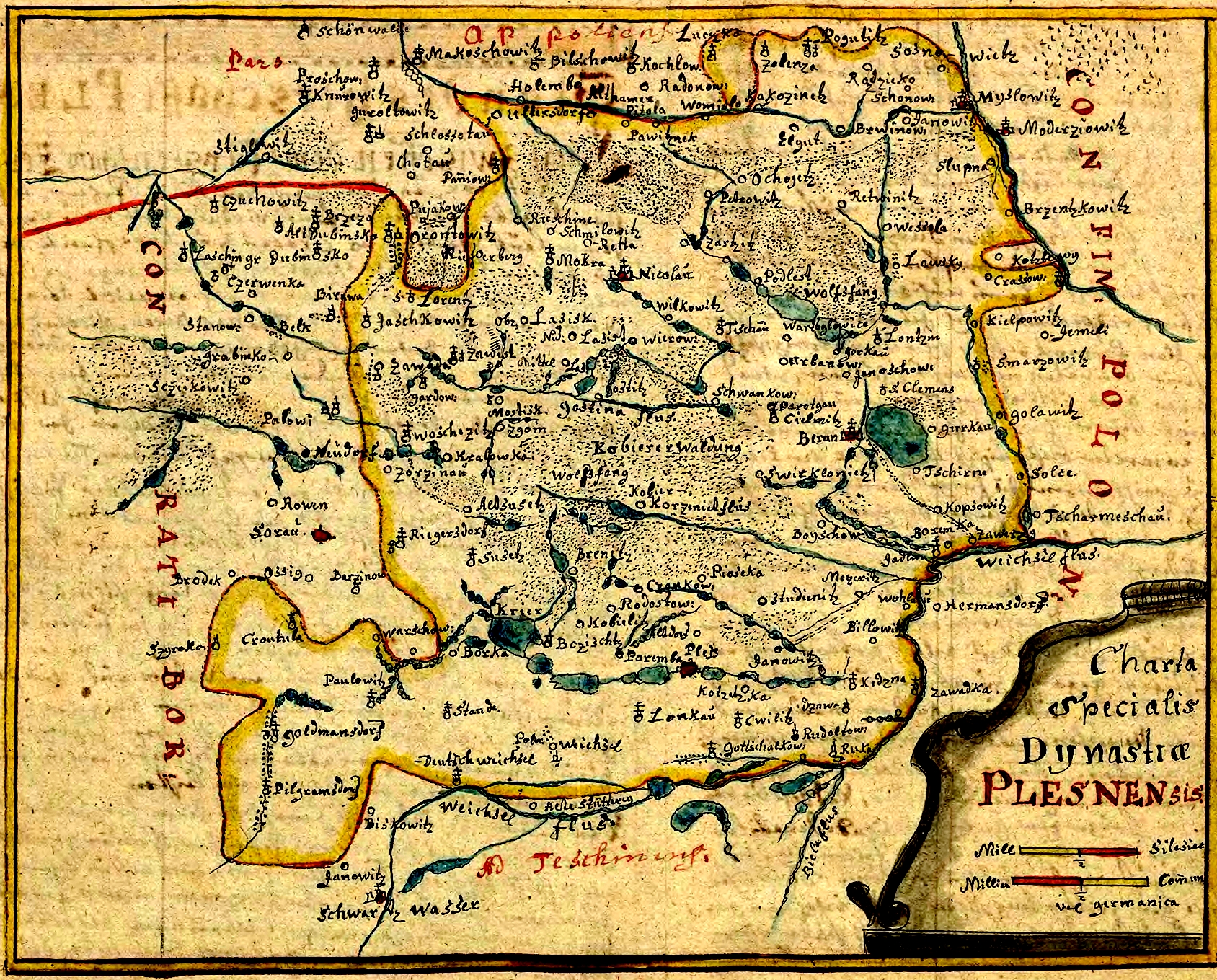
Carte de la principauté de Pless, XVIIIe siècle.

Du fait de sa naissance, Frédéric-Erdmann est destiné à renoncer au gouvernement sur Anhalt-Köthen en faveur de son frère aîné Charles-Georges-Lebrecht d'Anhalt-Köthen. Ses perspectives évoluent en 1765 à la mort en enfance de son cousin le comte Guillaume de Promnitz, héritier présomptif de la seigneurie de Pless, qui laisse son oncle maternel le comte Jean-Erdmann de Promnitz, sans héritier en ligne masculine. Les enfants de son oncle décident d'accorder à Frédéric-Erdmann la seigneurie en héritage anticipé. Les domaines de Jannowitz im Riesengebirge, Peterswaldau et Kreppelhof sont toutefois accordes par Jean-Erdmann à son petit neveu le comte Christian-Frédéric de Stolberg-Wernigerode, également neveu et ensuite beau-frère de Frédéric-Erdmann. 
En 1767, Frédéric-Erdmann fut officiellement inféodé avec la principauté d'Anhalt-Pless par le roi Frédéric II de Prusse. Après avoir reçu cet héritage, il s'installe à Pless et prend le titre de « prince d'Anhalt-Pless » parfois de « Prince d'Anhalt-Köthen-Pless ». Dans son pays il favorisa le charbonnage et le développement du commerce.

## Union et postérité
À Wernigerode le 13 juin 1766, Frédéric-Erdmann épouse sa nièce, Louise Ferdinande (Wernigerode, 30 septembre 1744 – Pless, 3 février 1784), fille de Henri Ernest de Stolberg-Wernigerode et de son épouse, Christiane Anne Agnès d'Anhalt-Köthen, la sœur ainée de Frédéric-Erdmann. Ils ont neuf enfants :
- Emmanuel Ernest Erdmann, prince héréditaire d'Anhalt-Pless (château de Pless, 9 janvier 1768 – château de Pless, 4 juin 1808). Souffrant de déficience mentale, il est exclu de la succession.
- Frédéric-Ferdinand d'Anhalt-Köthen, prince d'Anhalt-Pless et, à partir de 1818, duc d'Anhalt-Köthen.
- Anne-Émilie d'Anhalt-Köthen-Pless (Pless, 20 mai 1770 – Fürstenstein, 1er février 1830) épouse le 21 mai 1791 Hans-Henri VI, comte impérial de Hochberg et Freiherr de Fürstenstein près de Waldenburg en Basse Silésie. Elle est la seule des enfants survivants de Frédéric-Erdmann à laisser une descendance qui fera ensuite valoir ses droits sur l'héritage de Pless.
- Bénédicte (Büdingen, 14 juillet 1771 – Büdingen, 4 février 1773).
- Christiane (Pless, 8 février 1774 – Pless, 1er août 1783).
- Georges (Pless, 29 mai 1776 – Pless, 29 juillet 1777).
- Henri d'Anhalt-Köthen.
- Christian Frédéric (Château de Pless, 14 novembre 1780 – tué au combat à Kulm le 30 août 1813).
- Louis d'Anhalt-Pless.

## Source de la traduction
- (en) Cet article est partiellement ou en totalité issu de l’article de Wikipédia en anglais intitulé « Frederick Erdmann, Prince of Anhalt-Pless » (voir la liste des auteurs).